# Lac de la Hutte Sauvage
Lac de la Hutte Sauvage är en sjö i Kanada.   Den ligger i regionen Nord-du-Québec och provinsen Québec, i den östra delen av landet, 1 400 km nordost om huvudstaden Ottawa. Lac de la Hutte Sauvage ligger 298 meter över havet. Arean är 93 kvadratkilometer. Den sträcker sig 88,3 kilometer i nord-sydlig riktning, och 14,0 kilometer i öst-västlig riktning.
Omgivningarna runt Lac de la Hutte Sauvage är i huvudsak ett öppet busklandskap. Trakten runt Lac de la Hutte Sauvage är nära nog obefolkad, med mindre än två invånare per kvadratkilometer.